# Odontodiplosis orientalis
Odontodiplosis orientalis är en tvåvingeart som beskrevs av Sharma och Rao 1980. Odontodiplosis orientalis ingår i släktet Odontodiplosis och familjen gallmyggor. Inga underarter finns listade i Catalogue of Life.